# Technisches Denkmal

Zeche Zollverein, technisches Denkmal

Ein technisches Denkmal ist ein Denkmal, das einen Aspekt der Technikgeschichte darstellt.

## Zum Begriff
Das technische Denkmal dokumentiert eine außergewöhnliche technische Errungenschaft, nicht im Sinne eines Werkes der Technik, sondern eines Zeugnisses der technischen Errungenschaften in Produktion, der Verteilung von Gütern und dem Verkehr.
Zu den technischen Denkmalen zählt man:
- das Industriedenkmal im eigentlichen Sinne, also Zeugnisse der industriellen Produktion, beispielsweise historische Hochöfen, Zechen
- Denkmale der Energiegewinnung und Infrastruktur wie Kraftwerke, Wasserleitungen
- Denkmale der Montangeschichte, etwa Bergwerke
- Denkmal der Verkehrsgeschichte und des Transportwesens: Historische Trassen, Brücken, Schifffahrtsanlagen, Museumsbahnen usw.
- sowie sonstige bewegliche Denkmale, wie sie in technischen Museen (historische Fahr- und Flugzeuge, Schiffe u. Ä.) aufbewahrt werden, oder zum Inventar der geschützten Ensembledenkmale gehören (Gerätschaften, Maschinen und Anlagen), und historische Dokumente (Schriftstücke, Dokumentationsmaterial) der Technikgeschichte

Zum erweiterten Umfeld der Wirtschaft- und Sozialgeschichte gehören Denkmale der Landwirtschaft und der bäuerlichen Produktion (historische Bauernhöfe), des Handels, Handwerks und anderen Gewerbes (Werkstätten, Verkaufsräume, Lagerräumlichkeiten), sowie das Wohnumfeld der Gewerken (Herrenhäuser, Arbeitersiedlungen, Kleingartensiedlung …)

## Geschichte
Das Bewusstsein, dass auch die Werke und Anwendungen der Technik – neben den offenkundigen Leistungen der „schönen Künste“ – zu den Kulturleistungen gehören, hat sich schon relativ früh entwickelt. Industriearchäologie im Sinne der Erforschung der technischen Entwicklung und Errungenschaften beginnt schon im 18. Jahrhundert, noch bevor ein Begriff von industrieller Revolution entsteht. 1794 wird mit dem Conservatoire national des arts et métiers in Paris das erste technische Museum gegründet. Im Laufe des mittleren 19. Jahrhunderts erlebt die Denkmalbewahrung und Dokumentation technischer Gegenstände – auch mit der Verbreitung der Photographie – einen großen Aufschwung. Angesichts der fortschreitenden Industrialisierung bemühte sich vor allem der Berufsstand der Ingenieure, nicht mehr genutzte technische Anlagen vor dem Vergessen zu bewahren. Nach der Gründung des Deutschen Museums in München als erstem rein auf Wissenschaft und Technik fokussierten Museum folgen zahlreiche ähnliche Institutionen in anderen Ländern. 1891 wird in Stockholm das erste Freilichtmuseum begründet, 1902 folgen Oslo und Kopenhagen. In dieser Zeit beginnt sich die Pflege technischer Denkmale über das museale Sammeln und Zurschaustellen beweglicher Denkmale hinaus zu entwickeln. Historische technische Bauten versucht man nun im Ganzen und an ihrem angestammten Ort zu erhalten, der einst die Kraftquellen für den Betrieb oder die Rohstoffe für ihre Erzeugnisse geliefert hat.
Zerstörung und Wiederaufbau der Kriege, der in besonderem Ausmaß die Stätten der industriellen Produktion getroffen hat,  bringt den Wert veralteter Technik – durch ihr schlagartig zunehmendes Seltenwerden – wieder vermehrt in das öffentliche Bewusstsein. Im englischen Severntal wird 1968 der Industriepark Ironbridge Gorge Museum Trust  (Coalbrookdale und Ironbridge in Shropshire) eingerichtet, ein Meilenstein der angewandten Technikgeschichte, und 1973 auch der erste internationale Kongress der Industriearchäologie abgehalten.
Im Europäischen Denkmalschutzjahr fand vom 3. bis 9. September 1975 ein „II. Internationaler Kongreß für die Erhaltung technischer Denkmäler“ (SICCIM) am Deutschen Bergbau-Museum Bochum statt. Zu dieser Tagung legte Rainer Slotta die Dokumentation Technische Denkmäler in der Bundesrepublik Deutschland vor, die in der Folge ihre Fortsetzung in weiteren Bänden bis 1988 finden sollte. Die Verhandlungen dieser Tagung wurden 1978 veröffentlicht.
Dieser neue Antrieb führt zur Anerkennung des Begriffs Industrielles Erbe seitens des Europarats im Jahr 1984. Seit damals verändert sich der Begriff des „technischen“ Denkmals im Sinne einer herausragenden Ingenieursleistung in Konstruktion und Ästhetik (Ingenieurskunst) weg von einem Konzept des Ästhetizismus, hin zu einem Zeitzeugnis der Wirtschaftsgeschichte, und darüber hinaus der Sozialgeschichte im Zusammenhang mit technischem Fortschritt. Im Kontext der „Geschichte des kleinen Mannes“ (Alltagsgeschichte, Mikrogeschichte) dehnt sich die Denkmalpflege der Technik auch auf Kleingewerbe und bäuerliches Leben aus, und mit der Oral History auch auf Bewahrung der Zeugnisse über das Erlebens von Technik und deren Wandel in der Gesellschaft.

## Österreich
Österreich, wo schon 1850 die K.k. Central-Commission zur Erforschung und Erhaltung der Baudenkmale, das heutige Bundesdenkmalamt, eingerichtet wurde, folgt den internationalen Entwicklungen. 1908 entstand in Wien das Technische Museum für Industrie und Gewerbe, heute Technisches Museum Wien. Schon zwei Jahre nach Erlass des Denkmalschutzgesetzes 1923 bildete sich am Denkmalamt ein Referat für wirtschaftsgeschichtliche und technische Kulturdenkmale – erst ehrenamtlich, heute als Abteilung für Technische Denkmale. Wichtige Errungenschaften der frühen Denkmalpflege der Technik waren die Unterschutzstellung von Teilen der Ritter von Gegha-Bahn auf den Semmering 1923 (umfassende Bestätigung 1997, UNESCO-Weltkulturerbe 1998) und des Viadukts der Pferdeeisenbahn Linz–Budweis in Waldburg 1928 als Zeugnisse der Verkehrsgeschichte und des Radwerks IV (Steirischer Erzberg) in Vordernberg in der Steiermark ebenfalls 1928 als ein solches der Schwerindustrie. Im Bereich Wasserversorgung sind die 30 Aquädukte der I. Wiener Hochquellenwasserleitung (noch in Betrieb) und der Währinger Wasserturm der Kaiser-Ferdinands-Wasserleitung (1935) zu nennen. Für ein Österreichisches Freilichtmuseum wurde schon 1910 in Linz mit der Planung begonnen, es wurde aber erst 1970 in Stübing bei Graz realisiert, und dokumentiert bäuerliche Wirtschaft und Kleingewerbe ganz Österreichs.
Mit den Blättern für Technikgeschichte, (a) die seit 1932 vom Technischen Museum Wien und dem Österreichischen Forschungsinstitut für Technikgeschichte (ÖFIT) herausgegeben werden (bis 1939 Blätter für Geschichte der Technik) steht der Denkmalpflege eine wichtige periodische Publikation zur Verfügung, am Institut für Kunstgeschichte Denkmalpflege und Industriearchäologie der TU Wien wird seit 1984 eine Monographie erstellt. (b)
Am Gesamtausmaß des österreichischen Kulturerbes – und auch ihrer enormen volkswirtschaftlichen Bedeutung – haben aber die technischen Denkmale nur geringen Anteil: Von den gesamt über 16.000 denkmalgeschützten Objekten Österreichs sind bisher nur 78 (Stand: Dezember 2007) technische Denkmale ausgewiesen, naturgemäß hauptsächlich in Wien, Niederösterreich, Oberösterreich und der Steiermark.

## Ausbildung
Heute gibt es schon spezialisierte Fachausbildungen zum Denkmalwesen der Technikgeschichte und Industriekultur, etwa einen Master Technical, Heritage, Territories of the Industry (M.Sc. TPTI) an der Université Paris 1 Panthéon Sorbonne